# Marcel Pinte
Marcel Pinte (Valenciennes, 12 april 1938 - Aixe-sur-Vienne, 19 augustus 1944) wordt beschouwd als de jongste verzetsstrijder van Frankrijk tijdens de Tweede Wereldoorlog. 

## Levensloop
Tijdens de Tweede Wereldoorlog was Marcels vader Eugene – wiens codenaam Athos was – de leider van een lokale verzetsgroep. Marcel had als taak om berichten te bezorgen naar de leden van het verzet en wist Duitse controleposten te omzeilen, terwijl hij de berichten onder zijn trui verstopte. De codenaam van Marcel zelf was Quinquin.
Op 19 augustus 1944 werd een groep zwaarbewapende verzetsstrijders met parachutes gedropt in de nabijheid van Aixe, vanwege een op handen zijnde aanval op de stad. Tijdens de landing ging een stengun per ongeluk af, waarbij Marcel dodelijk werd geraakt. Hij werd op 19 augustus begraven. Toen de Britse luchtmacht enkele dagen later nieuwe bevoorrading dropte, hadden de parachutes een zwarte kleur, als eerbetoon aan de overleden Marcel.

## Postuum eerbetoon
In 1950 werd Marcel postuum geëerd met de rang van sergeant. In 2013 kreeg hij de officiële titel van vrijwillig verzetsstrijder toegekend. In 2020 werd zijn naam bovendien toegevoegd aan het oorlogsmonument in zijn sterfplaats Aixe-sur-Vienne.